# Guajirolus ektrapeloglossa
Guajirolus ektrapeloglossa är en dagsländeart som beskrevs av Seville Flowers 1985. Guajirolus ektrapeloglossa ingår i släktet Guajirolus och familjen ådagsländor. Inga underarter finns listade i Catalogue of Life.